# God Is Dead?
«God Is Dead?» es un sencillo de la banda británica de heavy metal Black Sabbath incluido en su decimonoveno álbum de estudio 13. Fue lanzado el 19 de abril de 2013 en formato digital a través de Amazon. Es el primer tema grabado con el vocalista Ozzy Osbourne desde «Psycho Man» y «Selling My Soul», incluidos en el álbum Reunion de 1998. La letra de la canción habla de un sujeto que cuestiona la existencia de Dios debido a los momentos difíciles que ha pasado la humanidad. Tanto la portada como el título del sencillo hacen referencia al filósofo alemán Friedrich Nietzsche, que en su día sentenció que «Dios había muerto». Alcanzó el número 7 del Mainstream Rock Tracks de la revista Billboard. En 2014, fue premiado con el Grammy a la mejor interpretación de metal, quienes ya habían obtenido este galardón en el 2000 con la versión en vivo de "Iron Man".
A pesar de estar acreditada a todo el grupo, fue el bajista Geezer Butler quien escribió la letra del tema a partir de una portada de una revista que Osbourne había visto. Originalmente, Butler quería titular la canción «American Jihad» pero la banda prefirió utilizar el nombre actual para evitar complicaciones.
El vídeo musical que le acompaña, dirigido por Peter Joseph muestra a una serie de personajes enfrentándose a la policía mientras se intercalan escenas de conflictos armados y de actuaciones de Black Sabbath.

## Lista de canciones
Descarga digital
1. God Is Dead? – 8:54

## Video musical
El video fue estrenado el 10 de junio de 2013 y fue dirigido por Peter Joseph, director de la saga de películas Zeitgeist. En él muestra a la banda interpretando la canción mientras pasan imágenes que representan grandes a corporaciones, el capitalismo, la religión, la violencia y el sufrimiento causado por las guerras, que simbolizan la pérdida de esperanza intercaladas con imágenes antiguas y actuales de la banda.

## Posicionamiento en listas
| Lista (2013)                              | Mejor posición |
| ----------------------------------------- | -------------- |
| Alemania (Media Control AG)               | 99             |
| Canadá (Hot 100)                          | 79             |
| Estados Unidos (Mainstream Rock Tracks)   | 7              |
| Estados Unidos (Active Rock)              | 8              |
| Estados Unidos (Rock Airplay)             | 24             |
| Estados Unidos (Rock Songs)               | 26             |
| Reino Unido (The Official Charts Company) | 145            |
| Reino Unido (UK Rock Charts)              | 6              |